# 掎角棋
掎角棋（Dipole）是Mark Steere於2007年推出的兩人棋類，是種疊棋類遊戲。

## 棋具
- 8x8方格西洋棋棋盤。

- 棋子為平扁狀，可堆疊其他棋子，以兩色區分敵我，每方各十二枚。

## 規則
- 為方便說明，定義以下術語：
  - 棋疊：指堆疊在同一棋位的任何方棋子，層數至少為一。

- 初始佈置，雙方各一座十二枚己方棋子的棋疊，置於底方右側第四格。

- 棋盤僅黑格才能行棋。

- 雙方輪流移動一座己方棋疊，可選三種行動之一：
  - 從棋疊上將N枚棋子以正前或斜前方向一同移到第N個棋格，可越過任何棋疊，抵達棋位只能是己方棋疊上或黑色空棋格。
  - 從棋疊上將N枚棋子以任何方向一同移到第N個棋格，可越過任何棋疊，抵達棋位只能是層數N以下的敵方棋疊，並將該敵棋移出棋盤不再使用。
  - 移除到達對方底線的一枚己棋。

- 棋盤最後僅剩己棋者勝[2]。

## 外部連結
- 遊戲介紹 （页面存档备份，存于）
- 線上遊戲 （页面存档备份，存于）
- 遊戲下載